# 东方红3型内燃机车
东方红3型内燃机车是中国铁路使用的干线客运用液力传动内燃机车车型之一，由青岛四方机车车辆工厂于1971年试制、1976年投入批量生产，至1988年停产为止共生产268台。东方红3型内燃机车是采用双机组设计液力传动内燃机车，机车装用两台12V180ZL型高速柴油机和SF2010-1A型双变扭器液力传动装置，早期生产之试验型机车（0001～0005）的柴油机装车功率为2×1,250马力，后来生产的量产型机车则提升至2×1,350马力，机车构造速度为120公里/小时。1980年代至1990年代初，东方红3型内燃机车曾经大量配属于沈阳铁路局和哈尔滨铁路局，是当时中国东北地区铁路干线的主力客运机车。

## 发展历史

### 开发背景
东方红3型内燃机车的历史可追溯至援外的DFH系列柴油机车。1967年9月5日，中华人民共和国、坦桑尼亚、赞比亚三国政府在北京签订了《关于修建坦桑尼亚—赞比亚铁路的协定》，协议中规定中国提供无利息、不附带任何条件的贷款，并派专家对坦赞铁路进行修建、管理、维修和培训技术人员。根据中华人民共和国交通部关于援外建厂的分工，青岛四方机车车辆厂不但要负责建设两个机车车辆修理工厂，还负责坦赞铁路配套所需液力传动柴油机车和铁路客车的设计及生产任务。
1970年，四方机车车辆工厂设计了用于坦赞铁路的DFH1型、DFH2型液力传动内燃机车，其中DFH1型机车（1150马力）为调车及小运转作业用内燃机车，而DFH2型机车（2300马力）为干线客货运用内燃机车，按原定设计两者均装用四方机车车辆厂设计的12V180ZL型柴油机。在该型柴油机进行试制和试验期间，为了满足坦赞铁路建设施工的需要，四方机车车辆厂于1970年先行提供了5台装用异型柴油机的DFH2型内燃机车，这几台机车于1976年坦赞铁路建成后运返中国并改作他用。
同年，为满足中国国内铁路干线对客运机车的需求，四方机车车辆厂对DFH2型机车进行改进设计，于1971年11月试制了一台试验型机车，并沿用东方红1型机车的编号，称之为东方红4311号机车（后改为东方红3型0001号）。为了便于设计、生产和日后配件供应，因此其车体钢结构、柴油机、传动系统等方面大部分采用了与援外DFH2型机车相同的零部件。同时，将机车最大运用功率提升至2500马力，并重新设计了构造速度为120公里/小时的标准轨距转向架。

### 定型投产
1974年，东方红3型0001号机车经过初步厂内试验和逾6000公里试运转后，由铁道部安排在锦州铁路局山海关机务段投入10万公里运用考核，在沈山铁路担当各种等级旅客列车的牵引任务。1975年，四方工厂根据机车在运行试验过程中发现的问题，对东方红3型机车完成了进一步的整图和设计修改工作。同年，四方工厂利用曾用于坦赞铁路施工的DFH2型002～005号机车，将其改造成东方红2型0002～0005号机车。1976年9月，为了保证柴油机提高功率后的可靠性，12V180ZL型柴油机在试验台上完成了100小时耐久性试验。1976年12月，四方机车车辆厂正式开始批量生产东方红3型内燃机车。
与前期生产的试验型机车相比（0001～0005），量产型机车（0006～）的柴油机装车功率从原来的2500马力提升至2700马力，液力变速箱亦从原来的SF2010-1型改为SF2010-1A型，采用了重新设计的高效率液力变扭器，使机车牵引力平均提高了5%。由于DFH2型柴油机车原设计为用于热带地区的窄轨机车，因此批量生产的东方红3型内燃机车扩大了车体断面，以充分利用准轨铁路的机车车辆限界，并且改善了车体防寒结构，以适应中国北方冬季寒冷气候的使用环境。同时，还采用了新结构的冷却风扇耦合器、半自动控制预热锅炉、JZ-7型空气制动机等经过改良的新型零部件。1978年以后，针对东方红3型内燃机车在生产和运用过程中暴露的一些质量问题，例如柴油机机体裂纹、气缸套及机体穴蚀等，四方机车车辆厂对其进行了持续的改进。1987年，四方机车车辆厂试制出经过强化的12V180ZJB型柴油机，装用于同年新造的东方红3型0252～0253号机车，最大运用功率提高到3000马力。
1988年，随着铁路主要技术政策的转变，明确干线内燃机车以电力传动为发展方向，停止发展液力传动干线内燃机车，东方红3型内燃机车的生产亦宣告结束。从1971年试制成功到1988年停产为止，四方机车车辆厂共制造了268台东方红3型内燃机车。

### 运用历史
1977年，东方红3型机车开始配属沈阳铁路局沈阳机务段，同时从沈阳机务段调出原配属的东风3型内燃机车。1980年，哈尔滨铁路局三棵树机务段配属东方红3型内燃机车，开始从蒸汽机务段向内燃机务段过渡。随后，齐齐哈尔铁路局齐齐哈尔机务段也配属了东方红3型内燃机车。在整个1980年代，东方红3型内燃机车曾经是中国东北地区的主力客运内燃机车，踪迹遍布沈山铁路、京哈铁路、沈大铁路、滨洲铁路、滨绥铁路等干线。1988年8月5日，沈阳铁路局增开沈阳站至大连站间的辽东半岛号直达特别旅客快车，也是使用东方红3型0252～0253号机车担当牵引任务。长期以来，东方红3型内燃机车作为双机组的液力传动内燃机车，以极低的机破率和优异的可靠性而备受称道，铁道部机务局于1991年发布的《关于机车机破情况的通报》表明，东方红3型内燃机车在全国铁路主型机车质量排名中位居第一。
从1990年代初期开始，随着新一代的東風4B型内燃機車、东风4D型内燃机车等新型客运机车相继出现，东方红3型内燃机车亦开始退居二线，部分机车转至大连、长春、丹东、吉林、通辽、本溪、图们、鸡西、佳木斯等地的机务段使用，担当拉滨铁路、牡佳铁路、齐北铁路、平齐铁路、富西铁路、长白铁路等线路的旅客列车和市郊列车牵引任务。2000年代初，东方红3型内燃机车陆续停运报废。2005年，最后一批在干线上运行的东方红3型内燃机车于在拉滨铁路和吉舒铁路上退役。值得一提，哈尔滨铁路局于1999年引进北亚号柴油动车组后，当该列车的动力车发生故障或进行检修而无法运用时，三棵树机务段的东方红3型机车也经常作为其替补机车，成为当时牡佳铁路和滨绥铁路的一道特别风景。
正当东方红3型内燃机车从国铁线路上被淘汰之际，部分东方红3型内燃机车被地方铁路和厂矿企业购置，例如辽宁省调兵山市铁煤集团、河南省周口漯阜铁路公司、中国水利水电第十一工程局等。铁煤集团于2002年从沈阳铁路局接手了一批东方红3型内燃机车，机车车号根据铁煤集团铁路运输部编制更改为2001～2008，用于牵引调兵山矿区铁路的煤炭列车和通勤列车，至2010年代初退役报废。漯阜铁路公司于2000年代初引入了东方红3型0065号机车，曾经用于牵引由界首至阜阳的6071/6072次、由沈丘至郑州的4741/2次两对旅客列车，同样于2010年代初停运报废。中国水利水电第十一工程局有限公司亦购置了东方红3型0200、0210号机车，曾经运用于服务三门峡大坝的三大铁路专用线，两台机车直到2015年才先后退役。

### 援助朝鲜

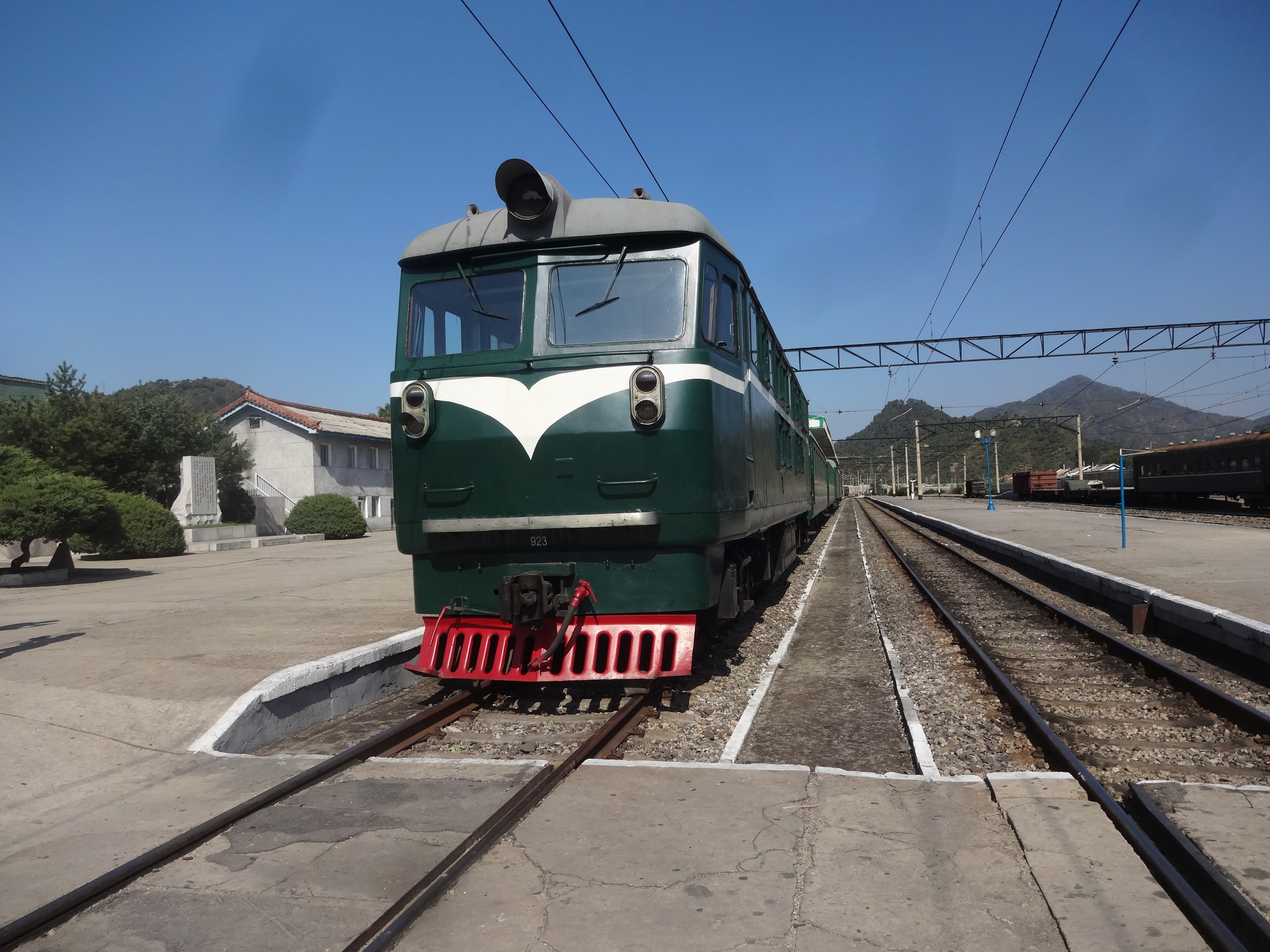
朝鲜铁路923号柴油机车

2000年至2002年，中国铁道部曾经将部分原配属吉林铁路分局的东方红3型机车无偿援助朝鲜民主主义人民共和国。在朝鲜民主主义人民共和国铁路系统中，这些机车被定型为朝鲜铁道900型柴油机车，机车编号为（意为“内燃”）。

## 技术特点

### 总体布置

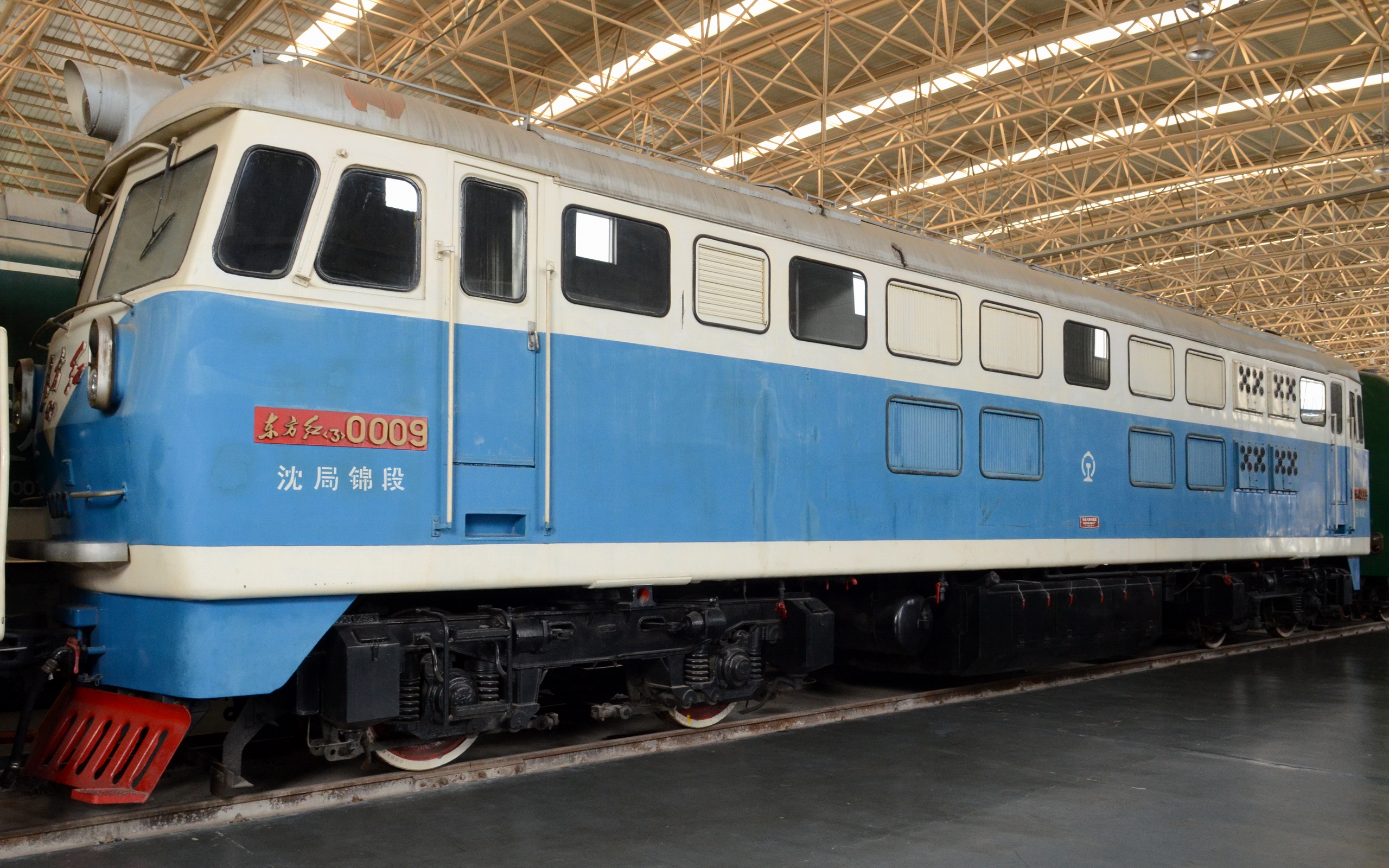
东方红3型0009号机车

东方红3型内燃机车是干线客运用的液力传动柴油机车，机车轴式B-B，最高运行速度为120公里/小时。机车采用框架式侧壁承载结构车体，车体底架长度为17780毫米，车钩中心线间距长度为18550毫米。0001～0005号机车的车体外形尺寸与出口坦赞铁路的DFH2型柴油机车完全相同，车体宽度为3197毫米，车体高度为4166毫米。从批量生产的0006号机车开始采用扩大的车体断面，车体宽度为3290毫米，车体高度为4450毫米，以充分利用准轨铁路的机车车辆限界。机车采用双端司机室、双侧内走廊的布置，可根据行车方向由机车任一端司机室操纵机车。机车还设有重联装置，当双机联挂时可从任何一个司机室集中操纵。车内设备布局采用双机组对称布置，装有两套相同而独立的动力传动机组，每套机组包括一台柴油机及传动装置，可以根据需要使用其中任何一套或两套同时工作。
车体从前端至后端分为第一司机室、第一动力室、传动冷却室、第二动力室、第二司机室等几个部分。司机室内设有司机操纵台、电气控制柜、空气制动阀等，其中第一司机室内还设有手制动装置，司机室内、外壁板夹层以聚苯乙烯泡沫塑料填充，有效改善了司机室的隔音隔热性能。两个动力室各装有一台柴油机及其配套设备。传动冷却室位于车体中部，上部装有冷却装置，包括肋片扁管式铜散热器，以及两个利用液力偶合器传动的冷却风扇，下部装有两台液力传动箱，以及传动油热交换器、空气压缩机等辅助设备。动力室和传动冷却室车顶部分设有可拆式顶盖，以便检修和吊装柴油机等大型部件。车体下方两台转向架之间的空间，吊挂着一个燃油箱、两个总风缸和铅酸蓄电池组。

### 柴油机
东方红3型内燃机车装用两台12V180ZL型柴油机（后来根据中华人民共和国国家标准GB725-82《内燃机产品名称和型号编制规则》更名为12V180ZJ型柴油机），该型柴油机是因应援助坦赞铁路的需要，由四方机车车辆厂自1968年开始研制，以上海柴油机厂生产的12V180GC型船用柴油机为基础，结合内燃机车的牵引特性和技术要求，于1969年试制成功的高速柴油机。1969年，四方机车车辆厂试制了两台标定功率1150马力的原型机，首先安装在援助坦赞铁路的DFH1型、DFH2型机车上使用，不久发现柴油机功率偏小，且结构亦存在一些缺陷，主要是曲轴主轴颈与机体主轴孔之间采用轴瓦形式，使柴油机时常发生“烧瓦”现象，平均每副轴瓦的寿命只有200小时。后来，四方机车车辆厂参考东方红1型机车使用之12V175Z型柴油机，将原来的曲轴主轴瓦改成轴承形式，成功试制出12V180ZL型柴油机，并于1973年投入批量生产。该型柴油机还被用于东方红2型液力传动调车机车。
12V180ZL型柴油机为四冲程、V型结构、12气缸、预燃室式、涡轮增压、增压空气中间冷却的高速柴油机，气缸直径180毫米，活塞行程205毫米，额定转速为每分钟1500转。在东方红3型0001～0005号机车上的装车功率为1250马力，在东方红3型0006～0251、0254～0268号机车上的装车功率提高到1350马力。0252～0253号两台机车改为装用12V180ZJB型柴油机，该型柴油机是在12V180ZJ型柴油机基础上强化而成，装车功率提高到1500马力。柴油机机体由合金铸铁铸造而成，并采用隧道式曲轴箱体和湿式气缸套。柴油机采用合金铸铁气缸盖、合金钢锻造曲轴、铝合金整体铸造活塞和组合式喷油泵。柴油机设有废气涡轮脉冲增压装置，装用天津机车车辆机械厂生产的45GP804A型涡轮增压器，采用单级轴流式涡轮和离心式压气机，最高转速为每分钟23000转，涡轮进口最高温度为650°C。

### 传动系统
东方红3型内燃机车采用双传动机组设计，每套传动装置由液力变速箱、车轴齿轮箱、辅助传动装置、万向轴等部分组成。液力传动箱位于车体中部的冷却室下方，并通过四个弹性支座固定在机车车架上。柴油机通过第一万向轴将功率传递到液力传动箱，再从液力变速箱下部的输出法兰，以第二万向轴传给转向架上的车轴齿轮箱，从而驱动轮对并产生牵引力。
东方红3型机车采用四方机车车辆厂设计的SF2010系列液力变速箱。在东方红3型机车的试制和生产过程中，液力传动装置也经过了多次改进。0001～0005号机车装用SF2010-1型液力变速箱（有效输入功率为1250马力），0006～0094、0104～0268号机车装用SF2010-1A型液力变速箱（在0006～0094、0104～0251、0254～0268号机车上的有效输入功率为1350马力，在0252～0253号机车上的有效输入功率为1500马力），0095～0103号机车装用SF2010Z-1A型液力变速箱（有效输入功率为1350马力）。液力变速箱型号中的“SF”是四方工厂的汉语拼音首字母缩写、“2”表示该液力变速箱内装有两个变扭器、“0”表示没有液力偶合器、“10”表示传动装置名义输入功率为1000马力，若有字母“Z”表示传动箱装有液力制动器，最后的数字“1”代表该液力变速箱采用单端输出。
SF2010系列液力变速箱是采用多循环圆结构的液力传动装置，内装有一个起动变扭器和一个运转变扭器，其中起动变扭器适用于机车起动和低速工况，而运转变扭器适用于机车中、高速运转工况，机车运行过程中通过变扭器充排油实现自动换档；传动装置采用换向离合器进行机械换向，可选用自动或手动换向。SF2010-1型液力变速箱采用B8-III型起动变扭器和B10型运转变扭器。SF2010-1A型液力变速箱采用重新设计的新B1型起动变扭器和新B2型运转变扭器，该型变扭器是根据交通部提出的“高效率变扭器”研究课题，于1974年至1975年间由四方机车车辆厂、大连热力机车研究所、资阳内燃机车厂等单位共同设计试制，这两种变扭器的效率均已超过福伊特L820rU型液力传动装置的水平，并获得了1978年全国科技大会奖。SF2010Z-1A型液力变速箱则是在SF2010-1A型的基础上增设液力制动器。

### 转向架

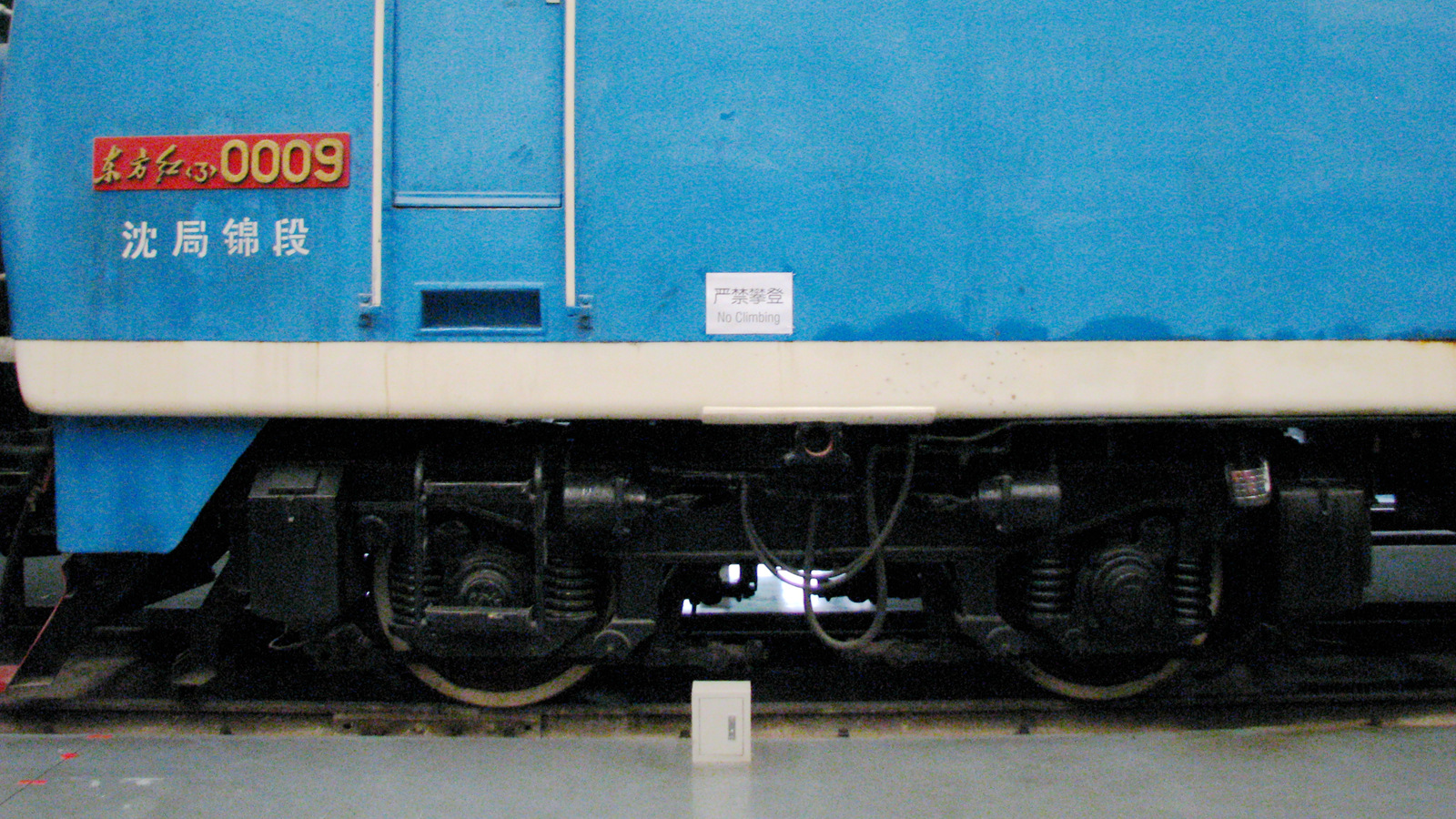
东方红3型机车的转向架

机车走行部为两台二轴转向架。转向架构架采用钢板焊接箱型结构。车轴轴箱采用双拉杆定位结构，轴箱通过装有橡胶关节元件的上、下轴箱拉杆与构架相连接，实现轴箱相对于构架的横向和纵向定位。轴箱内装有两列滚柱轴承，并设有轴向橡胶缓冲支承。转向架构架侧梁中部上设有油浴式平面滑动摩擦旁承装置，车体全部重量通过四个旁承由两台转向架支承。
弹簧悬挂装置分为一系和二系悬挂两部分。一系悬挂为轴箱与构架之间的轴箱圆弹簧。二系悬挂为四组旁承螺旋圆弹簧，车体和旁承之间还装有垂向液压减震器，以及用来抑制蛇行运动的横向摩擦减震器。机车采用由牵引杆、杠杆机构及牵引销组成的中心销摆式牵引连杆装置来传递牵引力和制动力。基础制动方式为双侧铸铁闸瓦踏面制动，每个车轮各自有一套独立制动缸和杠杆传动机构。

### 技术数据
| 车号                   | 0001～0005    | 0006～0094    | 0094～0103    | 0104～0251    | 0252～0253    | 0254～0268    |
| ---------------------- | ------------- | ------------- | ------------- | ------------- | ------------- | ------------- |
| 生产年份               | 1971年—1976年 | 1976年—1987年 | 1976年—1987年 | 1976年—1987年 | 1987年        | 1987年—1988年 |
| 用途                   | 干线客运      | 干线客运      | 干线客运      | 干线客运      | 干线客运      | 干线客运      |
| UIC轴式                | B-B           | B-B           | B-B           | B-B           | B-B           | B-B           |
| 轨距（毫米）           | 1,435         | 1,435         | 1,435         | 1,435         | 1,435         | 1,435         |
| 轮径（毫米）           | 1,050         | 1,050         | 1,050         | 1,050         | 1,050         | 1,050         |
| 轴重（吨）             | 21            | 22            | 22            | 22            | 22            | 22            |
| 整备重量（吨）         | 84            | 88            | 88            | 88            | 88            | 88            |
| 轴距（毫米）           | 2,400         | 2,400         | 2,400         | 2,400         | 2,400         | 2,400         |
| 通过最小曲线半径（米） | 145           | 145           | 145           | 145           | 145           | 145           |
| 转向架中心距（毫米）   | 11,450        | 11,450        | 11,450        | 11,450        | 11,450        | 11,450        |
| 车钩中心线间距（毫米） | 18,550        | 18,550        | 18,550        | 18,550        | 18,550        | 18,550        |
| 车体宽度（毫米）       | 3,197         | 3,290         | 3,290         | 3,290         | 3,290         | 3,290         |
| 车体高度（毫米）       | 4,166         | 4,450         | 4,450         | 4,450         | 4,450         | 4,450         |
| 柴油机                 | 2 × 12V180ZJ  | 2 × 12V180ZJ  | 2 × 12V180ZJ  | 2 × 12V180ZJ  | 2 × 12V180ZJB | 2 × 12V180ZJ  |
| 装车功率（马力）       | 2 × 1,250     | 2 × 1,350     | 2 × 1,350     | 2 × 1,350     | 2 × 1,500     | 2 × 1,350     |
| 装车功率（千瓦）       | 2 × 920       | 2 × 990       | 2 × 990       | 2 × 990       | 2 × 1,100     | 2 × 990       |
| 机车标称功率（千瓦）   | ？            | 1,441         | 1,441         | 1,441         | 1,618         | 1,441         |
| 燃油储备量（升）       | 6,100         | 6,100         | 6,100         | 6,100         | 5,200         | 6,100         |
| 机油储备量（公斤）     | 400           | 400           | 400           | 400           | 400           | 400           |
| 水储备量（公斤）       | 850           | 850           | 850           | 850           | 850           | 850           |
| 传动方式               | 液力传动      | 液力传动      | 液力传动      | 液力传动      | 液力传动      | 液力传动      |
| 液力传动箱             | SF2010-1      | SF2010-1A     | SF2010Z-1A    | SF2010-1A     | SF2010-1A     | SF2010-1A     |
| 传动油储备量（公斤）   | 700           | 700           | 700           | 700           | 700           | 700           |
| 起动变扭器             | B8-III        | 新B1          | 新B1          | 新B1          | 新B1          | 新B1          |
| 运转变扭器             | B10           | 新B2          | 新B2          | 新B2          | 新B2          | 新B2          |
| 构造速度（公里/小时）  | 120           | 120           | 120           | 120           | 120           | 120           |
| 持续速度（公里/小时）  | 30            | 30            | 30            | 30            | 30            | 30            |
| 起动牵引力（千牛）     | 230           | 271           | 271           | 271           | 271           | 271           |
| 持续牵引力（千牛）     | 129           | 150           | 150           | 150           | 165           | 150           |

## 重大事故
- 1984年5月14日，沈阳铁路局沈阳机务段的东方红3型内燃机车，牵引由济南铁路局担当的济宁站开往三棵树站的117次直通旅客快车行驶在沈山铁路上，列车人满为患，超载极其严重，当日中午12时05分，当列车运行至方家站至大红旗站区间段的下行正线上时，7号车厢突然起火，并且很快波及6号和8号车厢，12时45分，列车在方家站至大红旗站区间段K89+920处实施紧急制动停车，随后当地的军队和平民百姓赶来火灾现场奋不顾身的救火，经过将近50分钟的扑救，117次列车的大火终于被完全扑灭，此次事故造成6名乘客被烧死，22名乘客被烧伤，6号和7号车厢被烧报废，8号车厢被烧成小破，沈山铁路下行正线中断运行1小时14分钟，构成一起旅客列车火灾重大事故，火灾原因是7号车厢83号座位旁边的乘客孙文江吸烟忘记把烟头熄灭不慎点燃其随身携带的装鸭雏的竹筐而引起，再加上该列车的众多乘务员们平时纪律涣散，工作态度流于形式，敷衍恶劣，缺乏责任意识，在紧急情况发生时惊慌失措，如同无头苍蝇一般四处乱跑，没有一个人冲上去救援旅客，和当地的军队和平民百姓奋不顾身的救火形成鲜明的对比，经过法院审理117次列车员白某对本次火灾事故负直接责任被开除路籍，移送司法机关追究刑事责任，具体刑责不详，117次列车列车长石某、副车长于某负重要责任，分别处以开除路籍、留路查看1年的处分，其余涉事列车乘务组成员分别被处以行政记大过、行政警告等处分，对此事故负领导责任的济南铁路局济南客运段段长、党委书记被处以行政记过和行政警告处分并在全局通报，济南铁路局济南分局局长和党委书记负有领导责任，责令深刻检查并全局通报[5]。
- 1984年6月17日，沈阳铁路局沈阳机务段的东方红3型0013号机车，牵引由丹东站开往沈阳站的322次旅客快车经由沈丹铁路运行。当列车在丹东站始发时，机车电气系统发生故障，司机一面驾驶机车一面指挥副司机处理故障。同时，调度指示322次列车进入沙河镇站停车，会让下行的511次旅客列车。但322次列车司机忙于指挥处理故障，没有留意沙河镇站的进站信号机显示，列车以70公里/小时的速度通过车站。沙河镇站值班员发现后向列车上的运转车长显示停车信号，运转车长立即使用紧急制动阀，但停车不及并挤坏一组道岔，越过出站信号机逾200米后停车，此时与机外停车的511次旅客列车仅差180米距离，险些造成列车正面冲突的严重后果。
- 1988年1月17日，哈尔滨铁路局三棵树机务段的东方红3型0170号机车，担当三棵树站开往吉林站的438次旅客列车牵引任务。当列车运行至拉滨铁路背荫河站时，因机后第一辆客车折角塞门被关团，导致列车制动失效并冒进进站、出站信号机，与正在进站的1615次货物列车正面相撞。事故造成19人死亡、33人重伤、38人轻伤，东方红3型内燃机车报废一台，蒸汽机车大破一台，客车报废三辆、中破一辆，货车报废四辆，中断拉滨铁路正线行车18小时，直接经济损失158万元人民币[6]。
- 1988年9月23日凌晨3时45分，哈尔滨铁路局三棵树机务段的东方红3型0142号机车和东方红3型0133号机车，双机牵引由北京站开往哈尔滨站的17次特快旅客列车，担当沈阳站至哈尔滨站区段的牵引任务。当列车接近京哈铁路范家屯站，进站信号显示双黄灯，代表要求列车按每小时30公里的规定速度进侧线停车，但司机以为侧线通过，导致列车超速行驶，在范家屯站5道11号道岔处发生脱轨颠覆。事故造成本务机车及1、6、7、8位客车倾斜，重联机车及2～5位客车颠覆，并造成1人重伤、14人轻伤，中断正线行车6小时14分，直接经济损失150万元人民币[7]。
- 1988年12月23日晚上11时50分，沈阳铁路局沈阳机务段的东方红3型内燃机车，担当丹东站至北京站的298次旅客列车的牵引任务。当列车运行至新义铁路清河门站至伊吗图站间K94+948M处无人看守道口时，与一辆抢越道口的黄海牌大客车（属于盘锦市大洼县长途客运公司）相撞，造成47人死亡、62人受伤（包括298次列车上25名乘务员和3名旅客），本务机车和机后第1～2位硬卧车颠覆，第3～4位硬卧车脱轨，中断正线行车10小时30分，直接经济损失87万元人民币。
- 1991年12月18日凌晨2时35分，哈尔滨铁路局三棵树机务段的东方红3型内燃机车牵引由佳木斯站到济南站的194次直通旅客快车行驶到绥佳铁路石尹站到东津站区间段K26+500处时，机后第10号硬座车厢突然发生猛烈爆炸，造成3人死亡，4人重伤，8人轻伤，经警方查明，事故原因系鹤岗富力煤矿工人郭继昌因妻子背叛带女儿和情夫私奔，从而产生报复社会的念头，随即于1991年12月17日携带炸药离家出走，在12月18日登上194次直通旅客快车，最终在列车上引爆炸药，造成此次爆炸事故，郭继昌本人也在爆炸中当场死亡。[8]
- 1993年1月31日上午7时30分，沈阳铁路局沈阳机务段的东方红3型0007号机车，牵引由赤峰站开往大连站的77次特快旅客列车经由高新铁路运行。当列车运行至辽宁省新民县新民镇境内，以95公里/小时的速度接近罗家站至高台山站间一个无人看守平交道口，在距道口约150米处司机发现列车前方公路上，有一辆大客车向道口方向行驶，司机立即鸣笛示警并采取紧急制动，但停车不及与大客车相撞，大客车被成粉碎，机车第二轴脱轨，越过道口457米后停车，构成特大路外伤亡事故，造成65人死亡、4人重伤、5人轻伤，[9]。
- 1998年1月12日上午9时06分，沈阳铁路局长春机务段的东方红3型0072号机车，担当由白城站开往长春站的212次旅客列车的牵引任务，当列车运行至长白铁路长山屯站至新庙站间K174+350M平交道口前150米处，司机发现一辆中型客车抢越道口，立即呜笛并采取紧急制动，但停车不及与中型客车相撞。事故造成机车小破，汽车报废，伤亡22人[10]。
- 1999年7月13日清晨4时52分，沈阳铁路局吉林机务段的东方红3型0084号机车与东方红3型0095号机车重联，双机牵引由图们站开往长春站的Y252次旅客列车经由长图铁路运行。当列车运行至吉林省九台市境内、上家站至营城站间K65+500处，在一个无人看守平交道口与一辆解放141型重载卡车相撞，造成卡车司机当场死亡、本务机车(0084)脱轨小破，无旅客伤亡，中断长图铁路正线5小时43分。
- 2000年3月11日晚上10时52分，哈尔滨铁路局齐齐哈尔机务段的东方红3型0210号机车，牵引由齐齐哈尔站开往海拉尔站的652次旅客列车。当列车运行至滨洲铁路K581+171处，机车转向架上连接车轴齿轮箱的第三万向轴突然脱落，导致机车第四位轮对脱轨，造成线路、电务设备损坏，构成列车脱轨险性事故[11]。
- 2002年4月26日凌晨0时30分，沈阳煤业集团有限责任公司运输部的东方红3型0067号机车，牵引由26辆重车组成的矿106次列车经煤矿专用线运行。凌晨0时45分，列车原定到达沈阳铁路分局管内沈大铁路张台子站路矿车辆交接线8道停车，但由于司机和副司机在车上打瞌睡，列车进站时未有减速和停车。车站值班人员发现后立即改变调车进路，将8道出站道岔转向牵出线方向，同时用无线电话呼叫即将进站的K643次列车司机。矿106次列车进入牵出线后冲出车挡器，机车和机后1至4位车辆脱轨颠覆，其中第3位车辆侵入沈大铁路下行线。凌晨0时45分，由沈阳铁路局沈阳机务段的东风4D型0309号机车牵引大连开往丹东的K643次旅客列车接近张台子站，司机发现列车前方线路有车辆阻挡，立即使用紧急制动但停车不及，与矿106次列车脱轨侵线车辆相撞，造成K643次旅客列车机车和机后1～7位客车脱轨，矿106次列车第12位车辆脱轨。事故造成机车大破一台，客车报废三辆、中破四辆，货车报废三辆、大破一辆，中断沈大铁路下行线行车7小时42分钟[12]。

## 车辆保存
- 东方红3型0009号机车：现由中国铁道博物馆永久收藏。该车于1976年末出厂，1977年4月配属沈阳铁路局沈阳机务段，投入沈山铁路运用；至1994年转配属大连机务段，担当大连站至庄河站、熊岳城站、旅顺站、城子坦站等地的市郊旅客列车牵引任务；1999年又被调往大连机务段瓦房店分段，2001年11月根据铁道部电报退役。退役后又被调往锦州东车辆段作段内调车机使用，至2003年停用报废。2005年7月，辽宁一位铁路爱好者去信中国铁道部反映这台机车境况堪忧、面临拆解，建议铁道部有关部门对这两台机车给予妥善保护，并送交中国铁道博物馆收藏。经过铁道部运输局、中国铁道博物馆、沈阳铁路局合作对机车进行整修后，于2006年12月被送入中国铁道博物馆机车车辆展厅保存展示，经鉴定后被评定为国家二级文物[13]。
- 东方红3型0186号机车：现保存于沈阳铁路陈列馆。

## 外观工作
在韩国制作的动画“띠띠뽀 띠띠뽀 （页面存档备份，存于）”中，出现了以这辆车为模型的名为“로코”的角色，但是具有单侧驾驶室结构的前连接器是可伸缩的。 有一些与实际车辆不同的零件，例如后方的通门，在实际车辆中找不到。

## 参看
- DFH系列柴油机车
- 东方红1型内燃机车
- 东方红2型内燃机车
- 北京型内燃机车
- 飞龙型柴油机车